# Mitzva
En mitzva är inom judendomen ett påbud eller förbud som finns i Torah. Toran innehåller 613 mitzvot (plural av mitzva), varav 248 är positiva och de resterande 365 buden är negativa. De positiva buden påbjuder vad man skall göra och inleds vanligtvis med orden ”Du skall”. De negativa buden påbjuder vad man däremot inte skall göra och inleds vanligtvis med orden ”Du skall inte”.
Under medeltiden började man organisera buden för att lättare kunna hitta bland dem. Det finns lite olika sätt att organisera buden. Det vanligaste sättet är att dela upp dem i negativa och positiva bud. De positiva buden brukar då komma först.
Att enbart systematisera buden efter positiva och negativa bud är inte det enda sättet. Man kan till exempel dela in buden i olika kategorier beroende på vilka ämnen de handlar om. Sådana indelningar på områden kan till exempel vara egendom, kläder, bestraffningar, offer etc. Om man delar in buden i kategorier som behandlar olika ämnen så står de positiva och negativa buden blandade.
En jude som följer de 613 buden behöver inte kunna alla buden utantill för att vara säker på att han/hon handlar på ett korrekt sätt, eftersom flertalet av buden inte är aktuella för dagens judar. Detta gäller bland annat buden som handlar om tempelkulten i Jerusalem.
Om en jude inte följer buden, så händer det idag inte så mycket mer än att han eller hon själv har det på sitt samvete och vet om att man har brutit mot något eller några av buden.

## Fotnoter
1. 1 2 3  Groth, Bente. (2003) Judendom - kultur, historia, tradition. Natur och Kultur
2. ↑  Bl.a. ”Arkiverade kopian”. Arkiverad från originalet den 13 oktober 2007. https://web.archive.org/web/20071013162054/http://mitzva.org/. Läst 20 november 2007. och http://www.jewishvirtuallibrary.org/jsource/Judaism/613_mitzvot.html 2007-10-20
3. ↑  http://www.jewfaq.org/613.htm 2007-10-20
4. ↑  Magonet, Jonathan. (1998) The explorer's guide to Judaism. Hodder & Stoughton